# Semiothisa crassaria
Semiothisa crassaria är en fjärilsart som beskrevs av Walker 1861. Semiothisa crassaria ingår i släktet Semiothisa och familjen mätare. Inga underarter finns listade i Catalogue of Life.